# 袁表
袁表（1488年—1553年），字邦正，號陶齋、寶華山人，南直隸蘇州府吳縣人，明朝政治人物。

## 生平
早年為庠生，正德元年（1506年）入國子監，嘉靖十年（1531年）授西城兵馬司副指揮，十二年（1533年）改南京中城兵馬司副指揮，十八年（1539年）忤上官被逮下獄，不久獲釋，十九年（1540年）任臨江府通判，二十四年（1545年）致仕歸里，詩酒自娛。與家中兄弟及從兄弟六人並稱「吳門袁氏六俊」。三十二年（1553年）卒於家。

## 著作
著有《聞德齋志》、《江南春集》等，刻印《唐皮日休文藪》。

## 家族
高祖袁以寧；曾祖袁琮；祖父袁敬；伯父袁鼒；父袁鼏。弟袁褧、袁褒、袁袠，從弟袁袞、袁裘。